# Peter Vansittart
Peter Vansittart OBE, FRSL (27 de agosto de 1920 - 4 de octubre de 2008) fue un escritor inglés. Publicó 50 novelas entre 1942 y 2008; también escribió estudios históricos, memorias, cuentos para niños y tres antologías: Voces de la Gran Guerra (su libro más popular), Voces 1870-1914 y Voces de la Revolución. En 2008 recibió la Orden del Imperio Británico por sus servicios a la literatura.

## Biografía
Nació en Bedford en 1920, hijo de Edwin Morris y Mignon Vansittart. Peter Vansittart estudió en Marlborough House School, Haileybury College y Worcester College, Oxford, aunque sólo pasó un año en Oxford y no se graduó. Trabajó como profesor en escuelas progresistas - sobre todo en Burgess Hill School, Hampstead - durante 25 años antes de dedicarse por completo a la escritura. Escribió una novela sobre su época de maestro de escuela titulada Broken Canes (Cañas rotas). Durante muchos años ganó dinero alquilando habitaciones en una casa de Hampstead que compró por 200 libras en efectivo a un conocido en un pub en la década de 1940. Esto inspiró su novela Landlord. Tras vivir en Londres gran parte de su vida, Vansittart se trasladó a Kersey, Suffolk, a una casa heredada de su madre hasta su muerte.
Falleció el 4 de octubre de 2008 en el Hospital de Ipswich a los 88 años.

## Carrera literaria
Las novelas de Vansittart abarcan épocas desde el año 2000 a. C. hasta 1986 d. C. Durante varias décadas fue aclamado como el mejor novelista histórico vivo de Inglaterra. Dijo de su obra: "Mis novelas han sido apreciadas, si no siempre disfrutadas, más por los críticos que por el público lector, que no da muestras de disfrutarlas en absoluto. Esto debe deberse en parte a mi obsesión por el lenguaje y la especulación en detrimento de la narrativa, por mucho que me guste la narrativa en otros".
En sus obras, Vansittart expresó su fascinación por cómo el tiempo transforma los hechos históricos en fantasía y mitos. Dijo: "Durante mucho tiempo me impresionó la lamentable distinción entre el Macbeth histórico y el de Shakespeare: la rápida transformación de la muy inglesa Sra. Moore de E.M. Forster en una diosa india. Tales fenómenos se relacionan muy inmediatamente con mi propia obra, en la que el mito puede ser demasiado real, y lo real degenerar en fantasía".
Protocolos secretos, su última novela, está ambientada en la Segunda Guerra Mundial y se publicó en 2007.

#### Novelas
| - Yo soy el mundo. Londres, Chatto and Windus, 1942. - Enemigos. Londres, Chapman and Hall, 1947. - El supervisor. Londres, Chapman and Hall, 1949. - Cañas rotas. Londres, Lane, 1950. - Un veredicto de traición. Londres, Lane, 1952. - Una pequeña locura. Londres, Lane, 1953. - El juego y el suelo. Londres, Reinhardt, 1956; Nueva York, Abelard Schuman, 1957. - Órdenes de caballería. Londres, Bodley Head, 1958; Nueva York, Abelard Schuman, 1959. - El Torneo. Londres, Bodley Head, 1959; Nueva York, Walker, 1961. - Una especie de olvido. Londres, Bodley Head, 1960. - Carolina. Londres, New English Library, 1961[5]. - Sources of Unrest. Londres, Bodley Head, 1962. - Los amigos de Dios. Londres, Macmillan, 1963; como The Siege, Nueva York, Walker, 1963. - Las tierras perdidas. Londres, Macmillan, y Nueva York, Walker, 1964. - The Story Teller. Londres, Peter Owen, 1968. - Pasatiempos de un verano rojo. Londres, Peter Owen, 1969. - Landlord. Londres, Peter Owen, 1970. - Quintet. Londres, Peter Owen, 1976. - Lancelot. Londres, Peter Owen, 1978. - La muerte de Robin Hood. Londres, Peter Owen, 1981. - Tres Seis Siete. Londres, Peter Owen, 1983. - Harry Park. Edicions, 1985 - Aspectos del sentimiento. Londres, Peter Owen, 1986. - Parsifal. Londres, Peter Owen, 1988; Chester Springs, Pensilvania, Dufour, 1989. - El muro. Londres, Peter Owen, 1990. - A Choice of Murder. Londres, Peter Owen, 1992. - Un salvoconducto. Londres, Peter Owen, 1995; Chester Springs, Pennsylvania, 1995. - Hermes en París, Londres, Peter Owen, 2000 - Protocolos secretos. 2007. | - La Torre Oscura: Cuentos del Pasado (para niños). Londres, Macdonald, 1965; Nueva York, Crowell, 1969. - La tierra de las sombras: Más cuentos del pasado (para niños). Londres, Macdonald, 1967. - Caballeros verdes, ángeles negros: The Mosaic of History (para niños). Londres, Macmillan, 1969. - Vladivostok (ensayo). Londres, Covent Garden Press, 1972. - Dictators. Londres, Studio Vista, 1973. - Worlds and Underworlds: Anglo-European History Through the Centuries. Londres, Peter Owen, 1974. - Copos de Historia. Londres, Park, 1978. - The Ancient Mariner and the Old Sailor: Delicias y usos de las palabras. Londres, Centre for Policy Studies, 1985. - Caminos de un caballo blanco: A Writer's Memoir. Londres, Quartet, 1985. - London: A Literary Companion. Londres, Murray, 1992. - En los años cincuenta. Londres, Murray, 1995. - En memoria de Inglaterra: A Novelist's View of History. Londres, John Murray, 1998. - Tácticas de supervivencia: A Literary Life. Londres y Chester Springs, Pennsylvania, Peter Owen, 1999. - John Paul Jones, un espíritu rebelde, Robson 2003 - Voces de la Gran Guerra. Londres, Cape, 1981; Nueva York, Watts, 1984. - Voces: 1870-1914. Londres, Cape, 1984; Nueva York, Watts, 1985. - Cartas desde el frente de John Masefield 1915-1917. Londres, Constable, 1984; Nueva York, Watts, 1985. - ¡Happy and Glorious! An Anthology of Royalty. Londres, Collins, 1988. - Voces de la Revolución. Londres, Collins, 1989. - Kipps, de H.G. Wells. Londres, Everyman, 1993. - Poemas de Alan Ross, Warwick, Greville Press, 2005. |

## Premios
- Beca de viaje de la Sociedad de Autores, 1969.
- Beca del Arts Council, 1981, 1984.
- Miembro de la Royal Society of Literature, 1985.
- OBE por sus servicios a la literatura, 2008